# Juventino
Juventino (em latim: Iuventinus) foi um oficial bizantino do século VI, ativo durante o reinado do imperador Justino II (r. 565–578). Possivelmente como duque da Síria, no outono de 572, comandou as tropas estacionadas em Cálcis da Celessíria e acompanhou Marciano em sua campanha contra o Império Sassânida. Na mesma época, foi enviado junto de Sérgio e Teodoro em uma invasão de Arzanena com 3 000 com propósito de saque e obtenção de butim.